# رودي سالاس
رودي سالاس هو سياسي أمريكي، ولد في 12 مارس 1977 في بيكرسفيلد في الولايات المتحدة. نشط حزبياً في الحزب الديمقراطي. وقد انتخب عضو جمعية ولاية كاليفورنيا ‏.

## وصلات خارجية
- الموقع الرسمي